# Lager

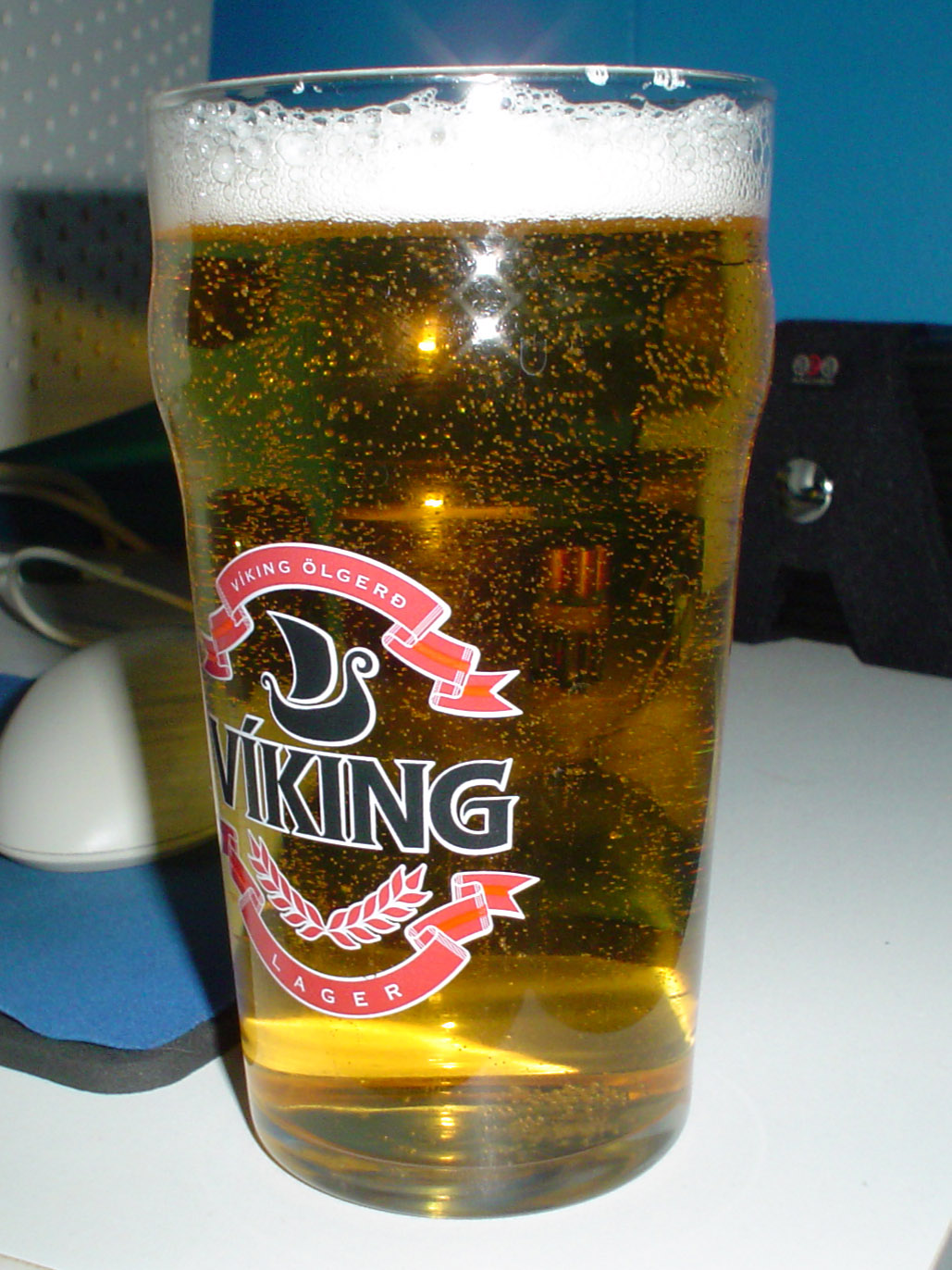
Une pale lager dans un verre.

Le mot lager est un terme générique qui désigne des bières à fermentation basse. On distingue les lagers en fonction de leur robe : les pale lager, les lagers ambrées et les lagers brunes.
La fraîcheur requise par le procédé de fermentation basse a l'avantage de protéger la bière contre les bactéries et les champignons. Les lagers ont une durée de conservation supérieure à celle des bières produites par fermentation haute. En revanche, les levures basses produisent moins d'alcool que les hautes, car leur action est ralentie par le froid, qui ralentit leur métabolisme.
Brassées en Bavière depuis le début du XVe siècle, grâce aux conditions de fraîcheur favorables des contreforts des Alpes bavaroises, ces bières prennent leur essor au XIXe siècle, grâce aux travaux du brasseur munichois Gabriel Sedlmayr et de son ami, l'autrichien Anton Dreher. C'est peut-être ce dernier qui produit en 1841 la toute première lager de type moderne, c'est-à-dire maîtrisée de façon scientifique, exploitable industriellement. L'année suivante, à Pilsen, en Bohême, Joseph Groll crée la bière que l'on appellera plus tard la Pilsner Urquell. Il donne, là, naissance à une variété de lager, la première bière blonde à robe claire : la pale lager, claire et limpide, qui devint le style de bière le plus répandu au monde. Le terme de pils (ou pilsner, ou pilsener) apparaîtra pour désigner spécifiquement les pale lagers brassées en République tchèque et Allemagne (sous le nom de Pilsner ou Pilsener).
Un peu plus tard, l'extension de la réfrigération artificielle permettra de recourir à la fermentation basse tout au long de l'année (c'est  en 1873 que Carl von Linde fait installer son premier système dans la brasserie de Gabriel Sedlmayr, la brasserie Spaten, à Munich).
Le terme « lager » vient du mot lagern, « stocker » en allemand, la fermentation basse étant suivie d'une phase de stockage au froid qui durait quelques mois — aujourd'hui, quelques semaines.